# Serhij Kulisj
Serhij Volodymyrovytj Kulisj (ukrainska: Сергій Володимирович Куліш) född 17 april 1993 i Tjerkasy, Ukraina, är en ukrainsk sportskytt som vann silvermedaljen vid 10 meter luftgevär för herrar i skytte vid olympiska sommarspelen 2016 i Rio de Janeiro. Han deltog även i gevärsskytte vid olympiska sommarspelen 2012 i London, där hans bästa resultat var en 14:e plats i 50 meter gevär, tre positioner. 
Han var bronsmedaljör vid Olympiska sommarspelen för ungdomar 2010 i 10 meter luftgevär.